# Liopropoma fasciatum
Liopropoma fasciatum là một loài cá biển thuộc chi Liopropoma trong họ Cá mú. Loài này được mô tả lần đầu tiên vào năm 1980.

## Phân bố và môi trường sống
L. fasciatum có phạm vi phân bố ở Đông Thái Bình Dương. Loài cá này được tìm thấy từ nửa phía nam của vịnh California trải dài đến miền bắc Peru, bao gồm các đảo Clipperton, đảo Cocos, đảo Malpelo và quần đảo Galapagos ở ngoài khơi. L. fasciatum sống xung quanh các rạn san hô và đá ngầm ở độ sâu từ 25 đến 250 m.

## Mô tả
L. fasciatum có chiều dài cơ thể tối đa được ghi nhận là 20 cm. Đầu và bụng của L. fasciatum có màu đỏ hồng; lưng màu đỏ tía. Một dải sọc màu nâu sẫm chạy dọc theo chiều dài cơ thể, bắt đầu từ mõm, băng qua mắt và kết thúc ở cuống đuôi, với 2 dải vàng hẹp hơn viền ở rìa trên và dưới của dải nâu này. Một dải nâu đỏ hẹp hơn nằm ở gốc vây lưng. Hàm có màu hồng tím, nhiều đốm vàng trên má và mang. Cơ thể thuôn dài.
Số gai ở vây lưng: 8; Số tia vây mềm ở vây lưng: 12; Số gai ở vây hậu môn: 3; Số tia vây mềm ở vây hậu môn: 9; Số tia vây mềm ở vây ngực: 15, Số gai ở vây bụng: 1; Số tia vây mềm ở vây bụng: 5.